# Roger Becker
Pour les articles homonymes, voir Becker.
Roger Becker est un joueur britannique de tennis, né le 6 février 1934 et mort le 6 novembre 2017.

## Palmarès
- Internationaux de France (Roland Garros) : huitièmes de finale en 1956